# Chrístos Sartzetákis
Chrístos Sartzetákis (en grec : Χρήστος Σαρτζετάκης ; né le 6 avril 1929 à Thessalonique et mort le 3 février 2022,) est un homme d'État grec.
Juge d'instruction dans l'affaire Grigóris Lambrákis (qui inspira le roman et le film Z), il est président de la République hellénique de 1985 à 1990.

## Biographie
Après avoir suivi des études de droit à l'université Aristote de Thessalonique, Chrístos Sartzetákis se spécialise en droit commercial et droit communautaire européen à Paris. Diplômé après avoir exercé en tant qu’avocat, il entre dans le corps judiciaire en 1955.
Comme juge de Première instance de Thessalonique, il est chargé de l'instruction de l'assassinat du député de la gauche Gregóris Lambrákis. Il devient mondialement connu en 1963, immortalisé par le  roman Z de Vassilis Vassilikos, et le film du même nom, tourné en 1969 sous la direction de Costa-Gavras et où il est incarné par Jean-Louis Trintignant.
En 1968, sous la dictature des colonels, il est arrêté, emprisonné pendant un an et renvoyé du corps des magistrats de l’ordre judiciaire, qu’il réintégrera en septembre 1974, en tant que Juge à la Cour d'appel. Il est promu Juge à la Cour de cassation en 1982.
En 1985, le PASOK propose Chrístos Sartzetákis comme candidat à l'élection présidentielle. Il est élu le 29 mars 1985 président de la République, succédant ainsi à Konstantínos Karamanlís.
Chrístos Sartzetákis est membre honoraire de la Haute Cour du Portugal, docteur honoris causa de la section Histoire et Ethnologie de l'université Démocrite de Thrace, membre honoraire de la Société littéraire de Thessalonique, et membre de différentes sociétés scientifiques, en Grèce et à l'étranger. Il a reçu de hautes distinctions de plusieurs pays étrangers, et a été fait citoyen honoraire de plusieurs communes et préfectures de Grèce. Il a publié des études de natures juridique et politique.
Il est marié à Éfi Argýriou, dont il a une fille.
Il meurt le 3 février 2022 à l’âge de 92 ans.

## Décorations
- Grand collier de l'ordre de l'Infant Dom Henrique (Portugal), 1991
- Grand-croix de l'ordre du Sauveur (Grèce)